# 阿末沙比里
阿末沙比里（1958年12月10日—），马来西亚政治人物，为巫统党员。自2004年马来西亚大选以来代表国民阵线当选为登嘉楼甘马挽的国会议员。2018年5月9日马来西亚第十四届大选，他以2,163张之差败选，输给来自伊斯兰党的仄阿里亚斯，无法继续连任该议席。他曾经担任通訊與多媒體部长和青年及体育部长，现是巫统最高理事会成员。2018年6月30日，巫统党选中连任最高理事会成员一职。

## 政治生涯
2004年阿末沙比里當選國會議員，曾任外交部的議會秘書（Parliamentary Secretary），2008年大選後，由於時任資訊部長再努丁迈丁落選失去議席，阿末沙比里被時任首相阿都拉·巴达威任命繼任部長職務。2009年4月，他被任命為青年与体育部长，2013年5月，被任命為通訊與多媒體部长，直到2018年大选因三角战分散选票最终败选，使甘马挽落入伊斯兰党的手中。